# Dicymbium brevisetosum
Espèce
Synonymes
- Dicymbium nigrum brevisetosum Locket, 1962

Dicymbium brevisetosum est une espèce d'araignées aranéomorphes de la famille des Linyphiidae.

## Distribution
Cette espèce se rencontre en  Europe.

## Systématique et taxinomie
Cette espèce a été décrite sous le protonyme Dicymbium nigrum brevisetosum par Locket en 1962. Elle est élevée au rang d'espèce par Locket, Millidge et Merrett en 1974, dégradée au rang de sous-espèce par Roberts en 1987 puis re-élevée au rang d'espèce par Breitling en 2021.

## Publication originale
- Locket, 1962 : « Miscellaneous notes on linyphiid spiders. » Annals and Magazine of Natural History, sér. 13, vol. 5, p. 7-15.